# Лісела (народ)
Лісела (індонез. Suku Lisela) — народність, що проживає в Індонезії на острові Буру (індонез. Pulau Buru), а також на деяких інших островах південної частини Молуккських островів (індонез. Kepulauan Maluku). Загальна чисельність близько 14800 осіб.
Діалектний варіант самоназви — ліеньйорот. Іноді фігурують в зарубіжних джерелах як «північні буруанці».
Належать до східно-індонезійської антропологічної групи. З етнографічної точки зору споріднені з іншими корінними народами острова Буру. Рідною мовою народності є австронезійська мова лісела. За віросповіданням переважно мусульмани — суніти, проте зберігають досить сильні пережитки традиційних місцевих вірувань.

## Розселення

Етнографічна мапа Буру: ареал розселення лісела виділений світло-коричневим кольором

Загальна чисельність станом на кінець 2000-х років становить близько 14 800 осіб. Абсолютна більшість проживає на острові Буру, невеликі громади є також на сусідніх з Буру островах Серам і Маніпа, а також на острові Амбон.
На Буру лісела проживають досить компактно на вузькій рівнинній смузі вздовж північного і північно-східного узбережжя аж до затоки Каєлі. Становлять етнічну більшість у багатьох населених пунктах цієї частини острова, при тому, що їх частка в загальному населенні Буру становить трохи більш як 7%. На острові Серам вони проживають на західному узбережжі, утворюючи три невеликі ізольовані ареали.
На початку голландської колонізації острова Буру — в середині XVII століття — значну частину лісела (насамперед, племінну знать) насильно переселили на східний край острова, де надалі вона стала однією зі складових у процесі етногенезу народності каєлі.

## Мова
Рідною для народності є мова лісела, що належить до центрально-Молуккської гілки центрально-малайсько-полінезійських мов. В рамках мови виділяють два діалекти — власне, лісела, яким розмовляє більша частина народності, і тагаліса, який у вжитку в невеликої кількості жителів північно-східного узбережжя Буру.
У побуті більшість лісела використовує рідну мову досить активно, хоча простежується тенденція до її втрати — значно помітніша, ніж у споріднених з ними буруанців. Це обумовлено активнішими контактами лісела, які проживають у прибережних районах, з переселенцями, які від початку XX століття досить активно прибувають на Буру з інших частин Індонезії. У результаті народність поступово переходить на державну мову Індонезії — індонезійську або, меншою мірою, на амбонський діалект малайської мови, так званий мелаю амбон (індонез. Melayu Ambon) — досить поширений на Молуккських островах у ролі лінгва-франка (фактично являє собою спрощену індонезійську мову з тією чи іншою часткою місцевої лексики).

## Релігія
Більшість — майже дві третини — лісела є мусульманами-сунітами. Є невелика християнська громада — близько 5 % народності (переважно протестанти, однак представлені також католики і євангельські християни). Близько 30 % ідентифікують себе як прихильників традиційних місцевих вірувань. При цьому багато мусульман також зберігають значні пережитки цих вірувань. Це часто призводить до своєрідного тлумачення ісламських канонів і формування синкретичних культів і обрядів. Змішання ісламсько-язичницької обрядовості найбільш помітно проявляє себе під час весільних церемоній, що починаються, зазвичай, викупом нареченої з батьківського дому в повній відповідності до традиційного ритуалу мінта біні (індонез. minta bini) і завершуються колективною мусульманською молитвою.

## Господарський уклад
Основне заняття лісела — землеробство. Традиційно представники цієї народності вирощують прянощі (гвоздику і мускатний горіх), каву, какао, кеш'ю. Виробляють копру з плодів кокосової пальми і ароматичні олії з пагонів евкаліптового дерева. Рибальством промишляє відносно невелика частина прибережних жителів. У міру економічної модернізації острова Буру зростає кількість лісела, які знаходять роботу в галузі промисловості, торгівлі і сфері послуг.